# شهرستان گریگز (داکوتای شمالی)
شهرستان گریگز، داکوتای شمالی (به انگلیسی: Griggs County, North Dakota) یک سکونتگاه مسکونی در ایالات متحده آمریکا است که در داکوتای شمالی واقع شده‌است.

## خصوصیات
شهرستان گریگز ۱٬۸۵۴٫۴۴ کیلومترمربع مساحت دارد.